# Симон Манюел
Симон Ашли Манюел (на английски: Simone Ashley Manuel родена 2 август 1996) е американска плувкиня, специализирана в спринта в свободен стил.
На Олимпиадата в Рио през 2016 г., тя печели два златни и два сребърни медала: злато в свободен стил на 100 метра и щафета на 4x100 метра, и среброто в свободен стил на 50-метра и щафета свободен стил на 4 х 100 метра. В спечелването на златото на 100-метра свободен стил, Манюел става първата афроамериканка, спечелила индивидуално олимпийско злато в плуването и създава олимпийски рекорд и американски рекорд.

## Биография
Симон Мануел е родена в Шугър Ленд, Тексас на 2 август 1996 г. Тя има двама по-големи братя, едният играе баскетбол за Саутърн Методист Юнивърсити(на английски: Southern Methodist University). Нейните родители насърчават конкурентни спортове и трите си деца. Мануел е двукратен индивидуален шампион на Национална Атлетическа асоциация NCAA: на 50- и 100-метра свободен стил през 2015 г.

## Летни олимпийски игри Рио 2016
- Златен медал – 2016 Rio 100 м свободен стил
- Златен медал – 2016 Rio 4 х 100 м съчетано
- Сребърен медал – 2016 Rio 4 х 100 м щафета свободен стил
- Сребърен медал – 2016 Rio 50 м свободен стил

## Световни рекорди
- 4 х 50 м съчетано плуване 1: 37.17 Глазгоу, Шотландия 21 декември 2013 г.
- 4 х 100 м съчетано плуване 3: 23.05 Казан, Русия 8 август 2015
- 4 х 100 м съчетано плуване 3: 45.20 Индианаполис, Индиана 11 декември 2015